# Amphilita
Amphilita is een geslacht van vlinders van de familie uilen (Noctuidae), uit de onderfamilie Acronictinae.

## Soorten
- A. arcuata D. Jones, 1908
- A. punctilinea D. Jones, 1908